# 3419 Guth
3419 Guth је астероид. Приближан пречник астероида је 32,96 ,
а средња удаљеност астероида од Сунца износи 3,208 астрономских јединица (АЈ).
Инклинација (нагиб) орбите у односу на раван еклиптике је 17,556 степени, а орбитални период износи 2099,447 дана (5,747 година). Ексцентрицитет орбите астероида износи 0,064.
Апсолутна магнитуда астероида износи 10,70 а геометријски албедо 0,085.
Астероид је откривен 8. маја 1981. године.